# Terrängpersonvagn m/43
Terrängpersonvagn m/43, TPV, TerrängPersonVagn, var en terränggående personbil tillverkad av Volvo för den svenska Krigsmakten. Armén tilldelade ursprungligen fordonet beteckningen Terrängpersonbil m/43 (Tgpbil m/43).

## Bakgrund
Under andra världskriget var behovet av fordon stort inom Krigsmakten. I början var man hänvisad till civila personbilar och lastbilar som man kamouflagemålade. Som radiobil användes bland annat den civila personbilen Volvo PV51, 53, 54 alt 56. Dessa hade dock ingen terrängframkomlighet och alltför litet utrymme för radioutrustningen. Krigsmakten gav därför Volvo i uppdrag att utveckla en stabsbil med god terrängframkomlighet.

## Konstruktion
För att korta utvecklingstiden för fordonet använde man i möjligaste mån befintliga delar. Genom att ta en befintlig personbilskaross och sätta den på en modifierad lätt lastbilsram samt tillföra större hjul och fyrhjulsdrift, konstruerade man en terrängbil. Karossen, även den modifierad, och motorn kom från Volvo PV800-serien. Axlarna och en fyrväxlad osynkroniserad växellåda hämtades från den lätta lastbilsserien Volvo LV101. Fördelningslådan var en nykonstruktion.

## Tekniska data
Motor:		typ EC, rak sexcylindrig sidventilsmotor
- Slagvolym:	3670 cm3
- Borrning x slag:	84,14x110 mm
- Effekt:		84 hk

Växellåda:	typ E9, 4-växlad manuell, osynkroniserad samt fördelningslåda 2/4 hjulsdrift
Tjänstevikt:	2340 kg
Mått:		längd 480 cm, bredd 180 cm, höjd 195 cm

## Tillverkning
Bilen tillverkades mellan 1944 och 1946 i 210 exemplar.